# Bake-Hardening-Stahl
Bake-Hardening-Stahl (kurz: BH-Stahl) ist ein Werkstoff, der durch einen kontrollierten Alterungsprozess nach Erwärmen auf Temperaturen um 170 °C eine Festigkeitssteigerung erfährt. Der Name bezeichnet den Vorgang backen (engl. bake) und verfestigen (hardening).  Dieser Stahl wird oft für Karosserieteile verwendet, da er gut in der Presse umformbar ist und beim Einbrennen des Lackes eine Festigkeitssteigerung erfährt.
Durch  Anlagern von Kohlenstoffatomen an Versetzungen entstehen sogenannte Cottrell-Wolken oder Feinstausscheidungen, welche die Versetzungsbewegung behindern.  Dadurch erhöht sich die für das Einleiten einer plastischen Verformung benötigte Spannung → die Festigkeit steigt.
Cottrell-Wolken bilden sich durch Diffusion der im Eisengitter gelösten Kohlenstoff und Stickstoffatome. Diese sind in den Zwischengitterplätzen (interstitiell) eingelagert, verzerren das Gitter und verspannen es dadurch. Die eingelagerten Atome beanspruchen etwas mehr Platz, als in den Zwischengitterräumen zur Verfügung steht. Durch Diffusion der Zwischengitteratome an die Versetzungen verringert sich die Gitterverzerrung. Deshalb diffundieren die Zwischengitteratome bevorzugt dorthin, blockieren dadurch die Versetzungsbewegung und bewirken dadurch eine Festigkeitssteigerung. Die Diffusionsgeschwindigkeit steigt mit der Temperatur, wodurch sich schon bei einer geringen Temperaturerhöhung wie sie z. B. zum Lackeinbrennen benötigt wird, die Cottrellwolken bilden.
Um gute Umformbarkeit zu erhalten, dürfen sich die Cottrelwolken vor der Blechumformung noch nicht gebildet haben. Da bei Raumtemperatur die Alterung (Diffusion der Zwischengitteratome zu den Versetzungen) nur langsamer abläuft, muss das Material wenige Wochen nach dem Herstellen weiterverarbeitet werden.
Der BH-Effekt wird meist durch den BH2-Wert beschrieben. Durch diese wird der Streckgrenzenanstieg nach dem Backen bei 170 °C nach 2 % Vorrecken und anschließender Wärmebehandlung angegeben. Der BH0 Wert (Festigungssteigerung ohne Vorrecken) ist weniger gebräuchlich.
Aus BH-Stahl werden vor allem sichtbare Innen- oder Außenteile der Karosserie hergestellt. Damit können diese aus dünnerem Blech hergestellt werden.  Ein Beispiel ist die Motorhaube eines Kfzs, die nun statt der üblichen 0,7 Millimeter nur noch 0,43 Millimeter dick ist.